# Ivã V da Rússia
Ivã V (Moscou, 6 de setembro de 1666 – Moscou, 8 de fevereiro de 1696) foi o Czar da Rússia junto com seu meio-irmão Pedro I de 1682 até sua morte. Ele era o filho mais novo do czar Aleixo e sua primeira esposa Maria Miloslavskaia. Ivã nunca conseguiu exercer seu poder devido as sérias deficiências físicas e mentais que sofria, com o governo ficando nas mãos primeiro de sua irmã a czarevna Sofia Alexeievna como regente até 1689 e depois com Pedro.